# Dywisija
Dywisija (ukrainisch Дивізія; russisch Дивизия Diwisija, rumänisch Divizia) ist ein Dorf im Budschak in der ukrainischen Oblast Odessa mit etwa 2000 Einwohnern (2001).

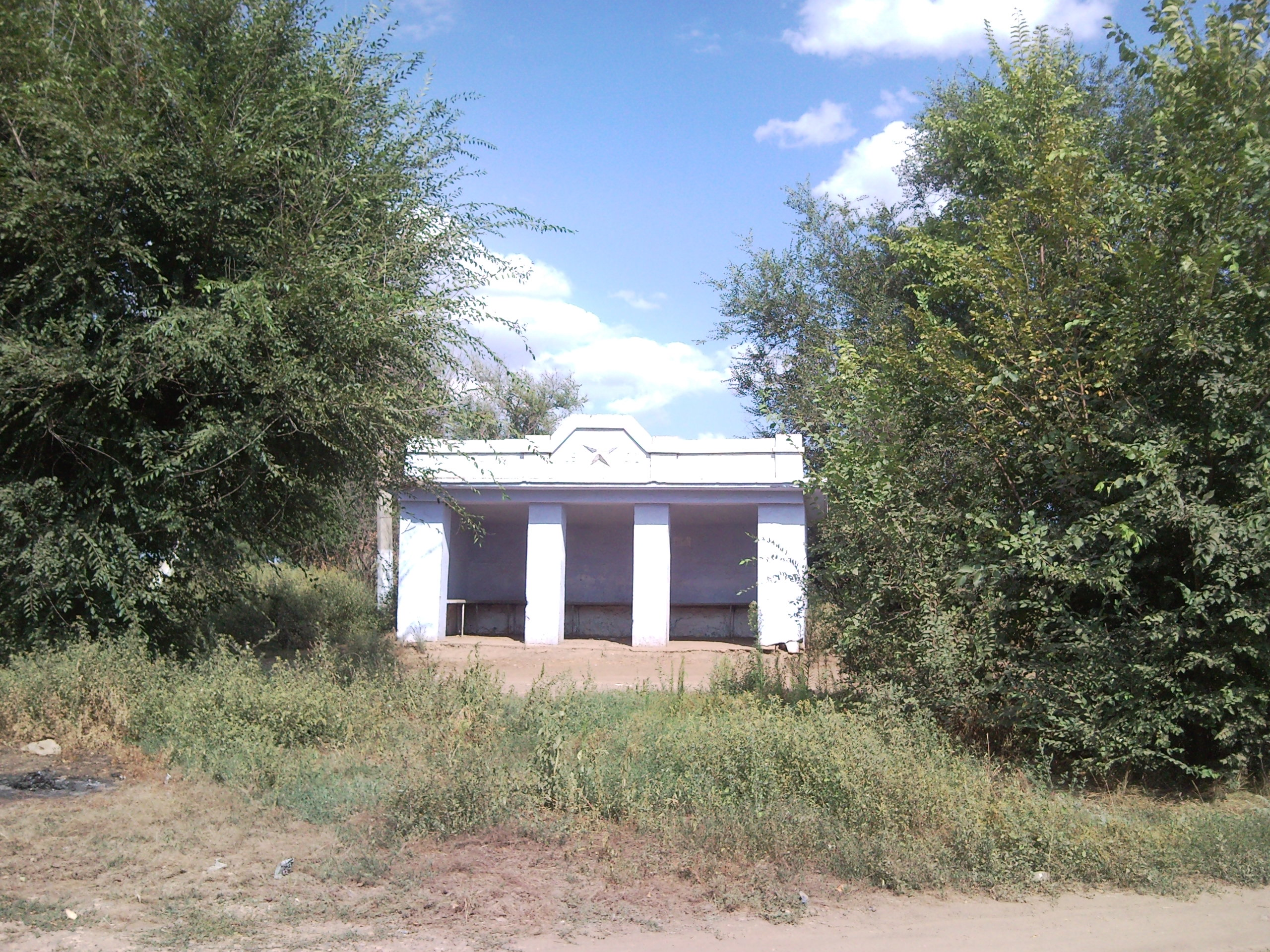
Haltestelle im Ort

Das 1808 gegründete Dorf liegt auf einer Höhe von 9 m an der Mündung des 94 km langen Flusses Chadschider (Хаджідер) in den gleichnamigen Liman, 35 km nordöstlich vom Tatarbunary und etwa 125 km südwestlich vom Oblastzentrum Odessa.
Durch das Dorf verläuft die Territorialstraße T–16–43.

## Verwaltungsgliederung
Am 12. Juni 2020 wurde das Dorf zum Zentrum der neugegründeten Landgemeinde Dywisija (Дивізійська сільська громада/Dywisijska silska hromada). Zu dieser zählen auch noch 10 in der untenstehenden Tabelle aufgelistetenen Dörfer, bis dahin bildete es zusammen mit dem Dorf Lyman die gleichnamige Landratsgemeinde Dywisija (Дивізійська сільська рада/Dywisijska silska rada) im Osten des Rajons Tatarbunary.
Seit dem 17. Juli 2020 ist es ein Teil des Rajons Bilhorod-Dnistrowskyj.
Folgende Orte sind neben dem Hauptort Dywisija Teil der Gemeinde:
| Name                     | Name        | Name                        | Name          |
| ukrainisch transkribiert | ukrainisch  | russisch                    | rumänisch     |
| ------------------------ | ----------- | --------------------------- | ------------- |
| Balabanka                | Балабанка   | Балабанка                   | Balabanca     |
| Kotschkuwate             | Кочкувате   | Кочковатое (Kotschkowatoje) | Buduri        |
| Lyman                    | Лиман       | Лиман (Liman)               | Hagider       |
| Maraslijiwka             | Маразліївка | Маразлиевка (Maraslijewka)  | Marazli       |
| Nowe                     | Нове        | Новое (Nowoje)              | Sardinant     |
| Rojljanka                | Ройлянка    | Ройлянка (Roiljanka)        | Răileni       |
| Rybalske                 | Рибальське  | Рыбальское (Rybalskoje)     | Martaza       |
| Schowtyj Jar             | Жовтий Яр   | Желтый Яр (Schelty Jar)     | Sărăria       |
| Wyschnewe                | Вишневе     | Вишневое (Wischnewoje)      | Noul-Caragaci |
| Zarytschanka             | Царичанка   | Царичанка (Zaritschanka)    | Tăriceni      |